# Definição operacional
Uma definição operacional de um ente é uma definição em termos de um processo específico pelo qual ele é detectado ou medido. O termo foi cunhado pelo físico Percy Williams Bridgman. Por exemplo, sabendo-se o que é uma balança, o peso de um objeto pode ser definido operacionalmente pela descrição da maneira que se pode usa-lá para medir o peso do corpo.